# South Australian Museum
Het South Australian Museum is een museum in Adelaide in de Australische deelstaat South Australia. Het museum werd in 1856 geopend en richt zich op natuurlijke historie en culturele antropologie. Het South Australian Museum ligt aan de noordzijde van het stadscentrum van Adelaide, naast de campus van de South Australia University. Het museum is gratis toegankelijk.

## Collectie
Het museum biedt permanente en tijdelijke tentoonstellingen op het gebied van zoölogie, paleontologie, mineralogie en volkenkunde, verdeeld over vier etages.

### Natuurlijke historie
- World of Mammals - dit is een van de oudste delen van het museum met opgezette uitheemste zoogdieren, waarvan een groot aantal afkomstig is uit Adelaide Zoo zoals een Javaanse neushoorn uit het einde van de negentiende eeuw
- Whales & Dolphins - skeletten en skeletdelen van walvisachtigen, waaronder een tien meter lang skelet van een potvis
- South Australian Biodiversity - deze tentoonstelling bestaat uit opgezette exemplaren en modellen van diersoorten die inheems zijn in South Australia, waaronder een ruimte met volledig en lokaal uitgestorven diersoorten zoals een buidelwolf met jong
- Minerals & Meteorites - mineralen en meteorieten
- Ediacaran Fossils - fossielen uit het Ediacarium die in de jaren veertig van de twintigste eeuw zijn gevonden in de Flinders Ranges, waaronder die van de oudste vormen van complex dierenleven zoals Dickinsonia
- Opal Fossils - geopaliseerde fossielen van onder meer ammonieten en plesiosauriërs uit de Eromangazee uit het Krijt
- Megafauna Fossils - fossielen van de Australische megafauna uit het Pleistoceen zoals Thylacoleo, Diprotodon, Protemnodon en Genyornis, afkomstig uit onder ander Naracoorte Caves

### Culturele antropologie
- Australian Aboriginal Cultures - ongeveer drieduizend voorwerpen zoals boemerangs, speren, kano's en schilderingen van Aborigines
- Pacific Cultures - deze tentoonstelling dateert uit 1895 en het is daarmee de oudste nog bestaande tentoonstelling van het museum, bestaande uit circa drieduizend voorwerpen zoals maskers en beschilderde schedels afkomstig van culturen uit Oceanië
- Ancient Egypt - voorwerpen uit het oude Egypte zoals mummies en een sarcofaag
- Mawson - een tentoonstelling gewijd aan de Antarctische expedities van Douglas Mawson